# Turnê Luan 1977
Turnê Luan 1977 é a sétima turnê do cantor brasileiro Luan Santana para promover o seu quinto álbum Ao Vivo 1977 (2016). A turnê teve início no dia 8 de abril de 2017, em São Paulo, Brasil no Espaços das Américas.

## Repertório
01. Abertura ("Contém trechos de Eu, Você O Mar E Ela")
02. Eu, Você O Mar E Ela
03. Acordando O Prédio
04. Chuva de Arroz (Contém trechos de "Chuva de Arroz" Remix)
```
Vídeo Interlude
```

05. Estaca Zero
06. Eu Não Merecia Isso
07. Mesmo Sem Estar
08. Te Esperando
09. Cê Topa
10. Fantasma
```
Vídeo Interlude
```

11. Escreve Aí
12. Amar Não É Pecado
Will YouA Rock You
We Are A Champions
13. Dia, Lugar e Hora
14. Medley (somente performada no dia 19 de agosto em São Paulo)
```
Meteoro
```

```
Você Não Sabe O Que É Amor
```

```
Sinais
```

```
Minha Boca Você Não Beija Mais
```

```
Um Beijo
```

```
Te Vivo
```

15. 2050 (somente performada no dia 19 de agosto em São Paulo)
16. Cantada
17. E Essa Boca Aí
18. Sogrão Caprichou
19. Tudo Que Você Quiser
```
Outros (Tudo Que Você Quiser)
```

## Antecedentes
No dia 6 de dezembro de 2016, Luan anunciou em suas redes sociais a data de lançamento da Turnê Luan 1977 para o dia 8 de abril de 2017 em São Paulo.
No dia 11 de março de 2017, se iniciou a Pré-Turnê em Umuarama no Parque de Exposições de Umuarama.

## Datas
| Data                    | Cidade                  | País           | Local                                           |
| ----------------------- | ----------------------- | -------------- | ----------------------------------------------- |
| Pré-Turnê               |                         |                |                                                 |
| 11 de março de 2017     | Umuarama                | Brasil         | Parque de Exposições de Umuarama                |
| 17 de março de 2017     | Boa Vista               | Brasil         | Parque Anauá                                    |
| 18 de março de 2017     | Manaus                  | Brasil         | Arena da Amazônia                               |
| 24 de março de 2017     | Pelotas                 | Brasil         | Associação Rural de Pelotas                     |
| 25 de março de 2017     | Porto Alegre            | Brasil         | Pepsi On Stage                                  |
| 26 de março de 2017     | Uruguaiana              | Brasil         | Teatro Municipal Rosalina Pandolfo Lisboa       |
| 31 de março de 2017     | Toledo                  | Brasil         | Centro de Eventos Ismael Sperafico              |
| 1 de abril de 2017      | Campo Grande            | Brasil         | Parque de Exposições Laucídio Coelho            |
| 7 de abril de 2017      | Franca                  | Brasil         | Parque de Exposições Fernando Costa             |
| América do Sul          |                         |                |                                                 |
| 8 de abril de 2017      | São Paulo               | Brasil         | Espaço das Américas                             |
| 9 de abril de 2017      | São Paulo               | Brasil         | Espaço das Américas                             |
| 15 de abril de 2017     | Rio de Janeiro          | Brasil         | Vivo Rio                                        |
| 16 de abril de 2017     | Rio de Janeiro          | Brasil         | Vivo Rio                                        |
| 20 de abril de 2017     | Santo André             | Brasil         | Clube Atlético Aramaçan                         |
| 21 de abril de 2017     | Mirassol                | Brasil         | Recinto de Exposições de Mirassol               |
| 22 de abril de 2017     | Catanduva               | Brasil         | Recinto de Exposições João Zancaner             |
| 28 de abril de 2017     | Uberaba                 | Brasil         | Parque de Exposições Fernando Costa             |
| 29 de abril de 2017     | Vila Velha              | Brasil         | Área de Eventos Shopping Vila Velha             |
| 30 de abril de 2017     | Ribeirão Preto          | Brasil         | Parque Permanente de Exposições                 |
| 3 de maio de 2017       | Serra Dourada           | Brasil         | Praça de Eventos Agnelo Ferreira de Oliveira    |
| 5 de maio de 2017       | Lençóis Paulista        | Brasil         | Recinto de Exposições José Oliveira Prado       |
| 6 de maio de 2017       | Recife                  | Brasil         | Parador                                         |
| 7 de maio de 2017       | Santa Rita              | Paraguai       | Parque de Exposiciones C.T.G. Indio José        |
| 12 de maio de 2017      | Dourados                | Brasil         | Parque de Exposições João Humberto de Carvalho  |
| 13 de maio de 2017      | Jaguariúna              | Brasil         | Red Eventos                                     |
| 14 de maio de 2017      | Palmeira                | Brasil         | Estádio Municipal Arlei José Corsi              |
| 20 de maio de 2017      | Fortaleza               | Brasil         | Estacionamento Arena Castelão                   |
| 21 de maio de 2017      | Feira de Santana        | Brasil         | Arena Di Camarote                               |
| 26 de maio de 2017      | Maricá                  | Brasil         | Praça Orlando de Barros Pimentel                |
| 27 de maio de 2017      | Carmópolis de Minas     | Brasil         | Parque de Exposições José Paolinelli            |
| 28 de maio de 2017      | Itapagipe               | Brasil         | Sindicato Rural de Itapagipe                    |
| 2 de junho de 2017      | Salvador                | Brasil         | Parque de Exposições                            |
| 3 de junho de 2017      | Ourinhos                | Brasil         | Parque de Exposições Olavo Ferreira de Sá       |
| 4 de junho de 2017      | Lorena                  | Brasil         | Cervejaria do Gordo                             |
| 9 de junho de 2017      | Janaúba                 | Brasil         | Parque de Exposições de Janaúba                 |
| 10 de junho de 2017     | Votorantim              | Brasil         | Praça de Eventos "Lecy Campos"                  |
| 11 de junho de 2017     | Americana               | Brasil         | Parque de Eventos CCA                           |
| 14 de junho de 2017     | Sinop                   | Brasil         | Parque de Exposições da ACRINORTE               |
| 15 de junho de 2017     | Lucas do Rio Verde      | Brasil         | Espaço Verde                                    |
| 16 de junho de 2017     | Blumenau                | Brasil         | Parque Vila Germânica                           |
| 17 de junho de 2017     | Lages                   | Brasil         | Parque de Exposições Conta Dinheiro             |
| 21 de junho de 2017     | Paranaguá               | Brasil         | Parque Mário Roque                              |
| 22 de junho de 2017     | Patos                   | Brasil         | Terreiro do Forró                               |
| 23 de junho de 2017     | Petrolina               | Brasil         | Pátio de Eventos Ana das Carrancas              |
| 24 de junho de 2017     | Sairé                   | Brasil         | Hotel Monte Castelo                             |
| 25 de junho de 2017     | Salvador                | Brasil         | Praça João Martins                              |
| 25 de junho de 2017     | Porto Seguro            | Brasil         | Passarela do Descobrimento                      |
| 28 de junho de 2017     | Arcoverde               | Brasil         | Praça da Bandeira                               |
| 29 de junho de 2017     | Campina Grande          | Brasil         | Parque do Povo                                  |
| 30 de junho de 2017     | São Luís                | Brasil         | Estacionamento São Luís Shopping                |
| 1 de julho de 2017      | Catu                    | Brasil         | Estádio Municipal de Catu                       |
| 1 de julho de 2017      | Amélia Rodrigues        | Brasil         | Praça do Mercado                                |
| 2 de julho de 2017      | Goiânia                 | Brasil         | Estacionamento Serra Dourada                    |
| 6 de julho de 2017      | Icó                     | Brasil         | Largo Théberge                                  |
| 7 de julho de 2017      | São João da Boa Vista   | Brasil         | Recinto de Exposições José Ruy de Lima Azevedo  |
| 8 de julho de 2017      | Guaxupé                 | Brasil         | Parque de Exposições Dr. Geraldo S. Ribeiro     |
| 9 de julho de 2017      | Campos dos Goytacazes   | Brasil         | Fundação Rural de Campos                        |
| 14 de julho de 2017     | Governador Valadares    | Brasil         | Parque de Exposições José Tavares Pereira       |
| 15 de julho de 2017     | Araçatuba               | Brasil         | Recinto de Exposições "Clibas de Almeida Prado" |
| 16 de julho de 2017     | Volta Redonda           | Brasil         | Clube dos Funcionários                          |
| 22 de julho de 2017     | Fortaleza               | Brasil         | Cidade Fortal (Camarote Mucuripe)               |
| 23 de julho de 2017     | Niterói                 | Brasil         | Teatro Popular Oscar Niemeyer                   |
| 29 de julho de 2017     | Santo Antônio do Amparo | Brasil         | Parque de Exposições                            |
| 30 de julho de 2017     | Macaé                   | Brasil         | Parque de Exposições Latiff Mussi               |
| 4 de agosto de 2017     | Votuporanga             | Brasil         | Centro de Eventos Helder Galera                 |
| 5 de agosto de 2017     | Sanclerlândia           | Brasil         | Fazenda Carandá                                 |
| 6 de agosto de 2017     | São Lourenço da Mata    | Brasil         | Avenida Miguel Arraes                           |
| 11 de agosto de 2017    | Bauru                   | Brasil         | Recinto Mello Moraes                            |
| 12 de agosto de 2017    | Piracicaba              | Brasil         | Parque Unileste                                 |
| 13 de agosto de 2017    | Prudentópolis           | Brasil         | Centro de Eventos Terra da Cachoeiras           |
| 14 de agosto de 2017    | Araras                  | Brasil         | Parque Ecológico de Araras                      |
| 18 de agosto de 2017    | Barretos                | Brasil         | Parque do Peão                                  |
| 19 de agosto de 2017    | São Paulo               | Brasil         | Citibank Hall                                   |
| 25 de agosto de 2017    | Novo Hamburgo           | Brasil         | Teatro Feevale                                  |
| 26 de agosto de 2017    | Curitiba                | Brasil         | Teatro Positivo                                 |
| 31 de agosto de 2017    | Crateús                 | Brasil         | Via Music                                       |
| 1 de setembro de 2017   | Picos                   | Brasil         | Estacionamento Piauí Shopping                   |
| 2 de setembro de 2017   | Lagarto                 | Brasil         | Parque Zezé Rocha                               |
| 3 de setembro de 2017   | Boituva                 | Brasil         | Recinto Boituva Rodeio Show                     |
| 6 de setembro de 2017   | Barra Velha             | Brasil         | Em Frente ao Ginásio Alfredo José de Borba      |
| 7 de setembro de 2017   | Novo Cruzeiro           | Brasil         | Centro de Eventos de Novo Cruzeiro              |
| 8 de setembro de 2017   | Uberlândia              | Brasil         | Parque de Exposições Camaru                     |
| 9 de setembro de 2017   | Serrinha                | Brasil         | Parque Maria do Carmo                           |
| 10 de setembro de 2017  | Iguaí                   | Brasil         | Praça Manoel Novaes                             |
| 14 de setembro de 2017  | Anápolis                | Brasil         | Parque de Exposições Agropecuárias de Anápolis  |
| 15 de setembro de 2017  | São Gonçalo do Pará     | Brasil         | Parque de Exposições                            |
| 17 de setembro de 2017  | Guairá                  | Brasil         | Clube Naútico                                   |
| 21 de setembro de 2017  | São Paulo               | Brasil         | Villa Country                                   |
| 22 de setembro de 2017  | São Mateus do Sul       | Brasil         | Parque de Exposições da Expomate                |
| 23 de setembro de 2017  | Balneário Gaivota       | Brasil         | Sítio do Cassio                                 |
| 24 de setembro de 2017  | Bom Princípio           | Brasil         | Parque Municipal de Bom Princípio               |
| 29 de setembro de 2017  | São Carlos              | Brasil         | Oasis Eventos                                   |
| 30 de setembro de 2017  | Itajubá                 | Brasil         | Parque de Exposições Aureliano Chaves           |
| 1 de outubro de 2017    | Araçariguama            | Brasil         | Parque da Mina do Ouro                          |
| 6 de outubro de 2017    | Belém                   | Brasil         | Cidade Folia                                    |
| 7 de outubro de 2017    | Belo Horizonte          | Brasil         | Km de Vantagens Hall                            |
| 11 de outubro de 2017   | Laranjal Paulista       | Brasil         | GAPE - Laranjal Paulista                        |
| 12 de outubro de 2017   | Canoas                  | Brasil         | Parque Eduardo Gomes                            |
| 13 de outubro de 2017   | Rio Grande              | Brasil         | Eventual Cassino                                |
| 14 de outubro de 2017   | Chapecó                 | Brasil         | Pavilhão IV - Efapi                             |
| 15 de outubro de 2017   | Cerro Largo             | Brasil         | Parque Municipal de Exposições                  |
| 19 de outubro de 2017   | Assis Chateaubriand     | Brasil         | Parque de Exposições Ângelo Micheleto           |
| 21 de outubro de 2017   | Pinhais                 | Brasil         | Arena Expotrade                                 |
| 4 de novembro de 2017   | Garanhuns               | Brasil         | Parque Acauã                                    |
| 10 de novembro de 2017  | Santos                  | Brasil         | Estacionamento Arena Santos                     |
| 11 de novembro de 2017  | Belo Horizonte          | Brasil         | Esplanada do Mineirão                           |
| 15 de novembro de 2017  | Feira de Santana        | Brasil         | Estádio Joia da Princesa                        |
| 16 de novembro de 2017  | Salinas da Margarida    | Brasil         | Praça Luiz Eduardo Magalhães                    |
| 18 de novembro de 2017  | Atibaia                 | Brasil         | Atibaia Amuse Hall                              |
| 19 de novembro de 2017  | Rio de Janeiro          | Brasil         | Parque Olímpico da Barra                        |
| 25 de novembro de 2017  | Esteio                  | Brasil         | Parque Assis Brasil                             |
| 1 de dezembro de 2017   | Rio de Janeiro          | Brasil         | Km de Vantagens Hall                            |
| 2 de dezembro de 2017   | Caçapava                | Brasil         | Estância Nativa Vale                            |
| 4 de dezembro de 2017   | Sertãozinho             | Brasil         | Centro de Eventos “Zanin"                       |
| 7 de dezembro de 2017   | Recife                  | Brasil         | Itaipava Catorze                                |
| 8 de dezembro de 2017   | Irecê                   | Brasil         | Praça do São João                               |
| 9 de dezembro de 2017   | Fortaleza               | Brasil         | Estacionamento Arena Castelão                   |
| 13 de dezembro de 2017  | Ortigueira              | Brasil         | Centro de Eventos - CTG                         |
| 16 de dezembro de 2017  | Salvador                | Brasil         | Arena Fonte Nova                                |
| 22 de dezembro de 2017  | Jequié                  | Brasil         | Praça da Bandeira                               |
| 29 de dezembro de 2017  | Salvador                | Brasil         | Orla da Boca do Rio                             |
| 30 de dezembro de 2017  | Ilhéus                  | Brasil         | Batuba Beach                                    |
| 31 de dezembro de 2017  | Fortaleza               | Brasil         | Aterro da Praia de Iracema                      |
| 31 de dezembro de 2017  | Aquiraz                 | Brasil         | Golf Ville Resort Residence                     |
| 12 de janeiro de 2018   | Caldas Novas            | Brasil         | Lagoa Termas Parque                             |
| 13 de janeiro de 2018   | Tamandaré               | Brasil         | Arena Tamandaré Fest                            |
| 14 de janeiro de 2018   | São Joaquim do Monte    | Brasil         | Praça de Eventos                                |
| América do Norte        |                         |                |                                                 |
| 19 de janeiro de 2018   | Fort Lauderdale         | Estados Unidos | Xtreme Action Park                              |
| 20 de janeiro de 2018   | Newark                  | Estados Unidos | Robert Treat Hotel                              |
| 21 de janeiro de 2018   | Boston                  | Estados Unidos | Wonderland Ballroon (Club Lido)                 |
| América do Sul          |                         |                |                                                 |
| 24 de janeiro de 2018   | São Paulo               | Brasil         | CTN - Centro de Tradições Nordestinas           |
| 26 de janeiro de 2018   | Guarapari               | Brasil         | Multiplace Mais                                 |
| 29 de janeiro de 2018   | Salvador                | Brasil         | Wet'n Wild                                      |
| 2 de fevereiro de 2018  | Biguaçu                 | Brasil         | Centro de Eventos Petry                         |
| 3 de fevereiro de 2018  | Xangri-Lá               | Brasil         | Sede Campestre da SABA                          |
| 4 de fevereiro de 2018  | Itapevi                 | Brasil         | Estádio Municipal de Itapevi                    |
| 9 de fevereiro de 2018  | Rio de Janeiro          | Brasil         | Camarote Guanabara                              |
| 9 de fevereiro de 2018  | Rio de Janeiro          | Brasil         | Nosso Camarote                                  |
| 10 de fevereiro de 2018 | Salvador                | Brasil         | Camarore Villa Mix                              |
| 11 de fevereiro de 2018 | Salvador                | Brasil         | Camarote Skol                                   |
| 13 de fevereiro de 2018 | São Benedito            | Brasil         | Praça Calçadão do Povo                          |
| Europa                  |                         |                |                                                 |
| 16 de fevereiro de 2018 | Zurique                 | Suíça          | Stadthalle Bülach                               |
| 17 de fevereiro de 2018 | Lisboa                  | Portugal       | Altice Arena                                    |
| 18 de fevereiro de 2018 | Porto                   | Portugal       | Coliseu do Porto                                |
| América do Sul          |                         |                |                                                 |
| 18 de março de 2018     | Fortaleza               | Brasil         | Marina Park Hotel                               |
| 19 de março de 2018     | Castro                  | Brasil         | Parque de Exposições Dario Macedo               |
| 23 de março de 2018     | Catanduva               | Brasil         | Clube de Tênis Catanduva                        |
| 24 de março de 2018     | Rio Claro               | Brasil         | Grêmio Recreativo Cia Paulista                  |